# 228 (nombre)
Cet article concerne le nombre 228. Pour l'année, voir 228.
228 (deux cent vingt-huit) est l'entier naturel qui suit 227 et qui précède 229.

## En mathématiques
Deux cent vingt-huit est :
- la somme de six nombres premiers consécutifs (29 + 31 + 37 + 41 + 43 + 47).
- la somme de dix nombres premiers consécutifs (7 + 11 + 13 + 17 + 19 + 23 + 29 + 31 + 37 + 41).
- un nombre Harshad.
- un nombre refactorisable.
- un nombre uniforme en base 7 (444).

## Dans d'autres domaines
Deux cent vingt-huit est aussi :
- Années historiques : -228, 228